# Fabrício Moraes
Fabrício Moraes (Mantena, 10 de julho de 1971) é um guitarrista brasileiro. Versátil dentro do gênero do heavy metal, abordando riffs agressivos do Thrash Metal ao virtuosismo do Metal neoclássico.

## Biografia

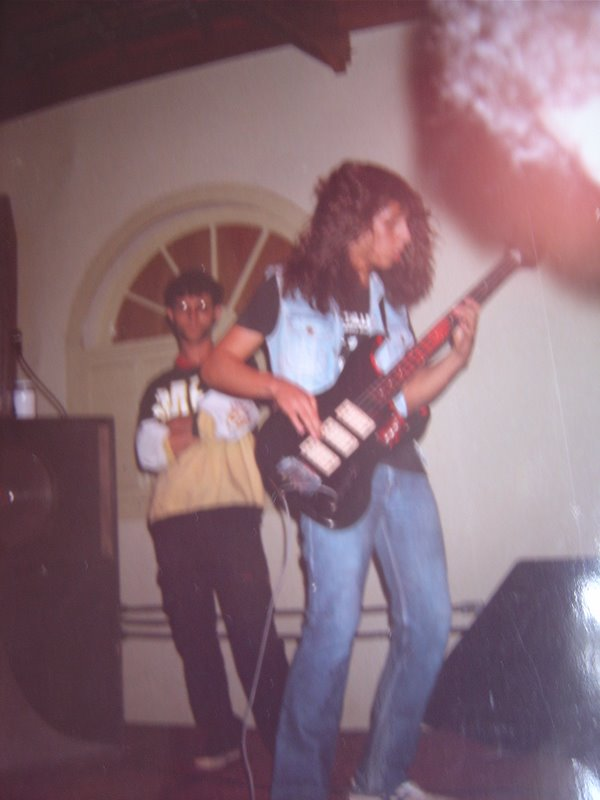
Fabrício Moraes em seu primeiro show com a banda Mephisto em 1988, ainda tocando contra-baixo.

### Início
Despertou o interesse por aprender a tocar violão e guitarra aos 13 anos em Brasília. Nessa época, já passava várias horas por dia escutando bandas como Iron Maiden, Def Leppard, Scorpions, Dio, Accept , Black Sabbath e Yngwie Malmsteen, o que acabou sendo uma extraordinária escola para sua formação como guitarrista.
No final do ano de 1986, interrompeu o estudo de violão para dedicar-se ao contra-baixo. No início de 1987, Fabrício mudou-se para Juiz de Fora e entrou na sua 1ª banda, o Mephisto. Essa banda propiciou ao Fabrício a oportunidade de iniciar uma de suas grandes vocações dentro da música, que é a de compor. Logo se destacou como a grande força criativa do grupo, compondo a maioria do material da banda.
No 1º semestre de 1988, Fabrício fez seu primeiro show em Juiz de Fora ao lado de bandas como Attomica, Chakal e Megaton. Na época, essas bandas tinham grande respaldo no cenário underground nacional. Ainda no ano de 1988, Fabrício retornou aos estudos de guitarra, agora em definitivo, e deixou a banda. A experiência adquirida com o Mephisto o mostrou que a guitarra lhe permitiria ser muito mais participativo em uma banda de Rock do que o contra-baixo.
Em 1989, Fabrício estudou por alguns meses na renomada escola carioca de música Musiarte. Mas logo viu que o direcionamento que gostaria de dar ao estudo de guitarra era um pouco diferente. Nesta época Fabrício estava muito envolvido com o estilo Metal Neoclássico. Ouvindo, respirando e estudando guitarristas como Yngwie Malmsteen, Vinnie Moore, Paul Gilbert e Greg Howe, Fabrício retornou ao Mephisto, agora como lead guitar, e em 1990 a banda lançou sua 1ª fita demo com grande repercussão local e em resenhas de revistas de São Paulo e até em fanzines da Argentina e EUA.
Em 1991, o Mephisto encerrou as atividades por problemas internos. No mesmo ano, Fabrício montou o Crossbones. Esta nova banda contava em sua formação com músicos bem mais experientes e de qualidade incontestável. Com o Crossbones Fabrício gravou mais 2 fita demo, uma em 1992 e outra em 1993, recebendo críticas muito positivas em revistas de renome nacional como a Rock Brigade. Com essa banda vários shows foram realizados, não só em Juiz de Fora, como também em São Paulo, capital e interior, Rio de Janeiro e outras cidades, acrescentando muito na carreira de Fabrício Moraes.
Em 1994, Fabrício mudou-se para São Paulo e intensificou ainda mais os estudos de guitarra, despertando com isso o seu interesse em dar aulas. Ficou até o ano de 1999 sem integrar bandas com proposta de som autoral e aumentando cada vez mais o interesse em ensinar tudo que aprendia.

### Retorno a Brasília

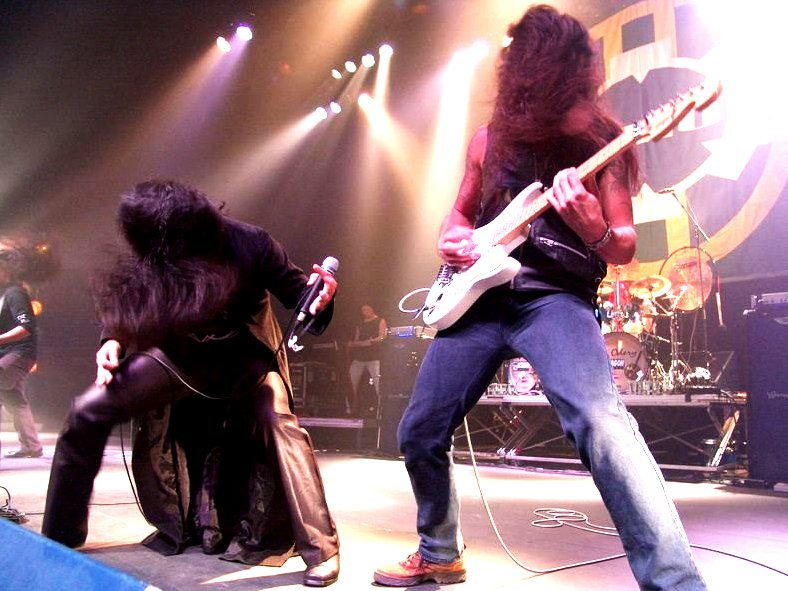
Fabrício Moraes com a banda Harllequin no Brasil Metal Union de 2005

Em 2000 retorna a Brasília para almejar saltos mais ousados em sua carreira. Continua a trabalhar como professor de guitarra de forma independente além de atuar em escolas de renome na cidade, como o GTR Instituto de Guitarra. Em 2001 é chamado para tocar na conhecida e tradicional banda brasiliense Abhorrent, fazendo importantes shows em Brasília, cidades satélites e Goiânia. Em 2003 inicia com o Abhorrent a gravação do que seria posteriormente o EP “Catharsis”. Trabalho esse em que é autor e arranjador da maioria das músicas.
Em 2004, Fabrício Moraes é convidado a integrar a banda Dark Avenger, com a qual participa do festival Brasil Metal Union, no DirecTV Music Hall, em São Paulo. Esta banda, além de grande renome nacional, já colhe frutos de alguns lançamentos feitos no exterior.Também em 2004, Fabrício monta o Tributo a Yngwie Malmsteen, que foi quem mais o influenciou como guitarrista. Realizando shows pela cidade de Brasília.
Em 2005 entra para a banda Harllequin, e toca novamente no festival Brasil Metal Union. Esse show propiciou o lançamento do 1º DVD da banda e da carreira de Fabrício Moraes, Live in São Paulo. Em 2006 Fabrício participa da gravação do 1º álbum da banda Harllequin, trabalho em que mais uma vez é o principal compositor e arranjador das músicas, e que foi lançado até então no formato de CD promo.
Ainda no ano de 2006, Fabrício sai do Harllequin e monta a banda Misty Mountain, abordando uma proposta sonora bem diferente do que já havia feito até então. Com essa banda grava o cd promo Yesterday Cities, no qual contem composições autorais e versões de bandas de rock’n’roll dos anos 70.
Em 2007, Fabrício estrutura a banda Mortaes,  e grava o CD Obsessive Visions, lançado em setembro do mesmo ano, que contou com a participação de vários músicos convidados no processo de gravação como: Edu Ardanuy(Dr.Sin), Marcelo Barbosa e Alírio Neto (Khallice), Hecate (Miasthenia), Robson Aldeoli (Abhorrent), Caio Duarte (Dynahead). Nesse trabalho Fabrício assumiu a função também de vocalista da banda, o que lhe propiciou a abertura de um horizonte ainda maior na continuidade de seu trabalho como músico de uma maneira geral. A banda Mortaes tem conseguido notável respeito através de publicações dos meios de comunicação especializados em Rock/Heavy Metal como, por exemplo, a revista Roadie Crew, e o site Whiplash.net. Em 2009 Fabrício chegou a sair em turnê com a banda Mortaes nas regiões norte e nordeste do Brasil.
Atualmente Fabrício se dedica aos shows do Misty Mountain enquanto a banda Mortaes está em fase de pre-produção para o seu segundo disco.